# Бушенхаген, Эрих
Эрих Бушенхаген (нем. Erich Buschenhagen; 8 декабря 1895, Страсбург — 13 сентября 1994, Кронберг) — немецкий офицер, участник Первой и Второй мировых войн, генерал пехоты, кавалер Рыцарского креста с Дубовыми листьями.

## Начало военной карьеры
В марте 1914 года поступил на военную службу фанен-юнкером (кандидат в офицеры), в телеграфный батальон.

## Первая мировая война
27 января 1915 года произведен в лейтенанты. Командовал ротой связи. В октябре — декабре 1916 года командовал 20-м радиобатальоном, в марте — ноябре 1917 года командовал 91-м дивизионным радиобатальоном. С 3 декабря 1917 по 20 июля 1918 года офицер связи при начальнике связи австро-венгерской армейской группы эрцгерцоге Иосифе. С октября 1918 года — обер-лейтенант. За время войны награждён Железными крестами обеих степеней и австрийским орденом.

## Между мировыми войнами
Продолжил службу в рейхсвере. Служил в частях связи, в 1921—1925, 1928—1932 и с 1 июня 1934 года в Военном министерстве.
С 6 октября 1936 года командующий войсками связи III военного округа. 12 октября 1937 года переведен в штаб 67-го пехотного полка. С 1 марта 1938 года командир 5-го мотопехотного полка. 10 августа 1939 года назначен начальником штаба 21-го армейского корпуса генерала фон Фалькенхорста.

## Вторая мировая война
В сентябре — октябре 1939 года — участвовал в Польской кампании, награждён планками к Железным крестам обеих степеней (повторное награждение).
Принимал активное участие в разработке и осуществлении операции по захвату Дании и Норвегии. В мае 1940 года — участвовал в Норвежской кампании. С 19 декабря 1940 по 15 апреля 1942 года — начальник штаба армии «Норвегия». С августа 1941 года — генерал-майор.
С 18 июня 1942 года — командир 15-й пехотной дивизии (во Франции), действовавшей позже в составе группы армии «Юг». 19 июля 1942 года награждён Золотым немецким крестом (за Норвежскую кампанию). С февраля 1943 года — дивизия на Восточном фронте (бои в районе Харькова). С июля 1943 года — Бушенхаген в звании генерал-лейтенант. 5 декабря 1943 года — награждён Рыцарским крестом (за бои в районе Кривого Рога).
С 20 ноября 1943 года — командующий 52-м армейским корпусом (на реке Днепр).
С 20 февраля 1944 года — в звании генерал пехоты. 4 июля 1944 — награждён Дубовыми листьями к Рыцарскому кресту (за бои на реке Днестр).
14 сентября 1944 года взят в плен  войсками 2-го Украинского фронта во время прочесывания лесов восточнее Онешти. Содержался в различных лагерях, а также в Бутырской и Свердловской тюрьмах. 22 июня 1950 года военным трибуналом войск МВД Московской области приговорен к 25 годам заключения в исправительно-трудовых лагерях. 8 августа 1955 года передан властям ФРГ и освобожден.

## Награды
- Железный крест (1914) 2-го класса (22 ноября 1914) (Королевство Пруссия)
- Железный крест (1914) 1-го класса (7 октября 1917) (Королевство Пруссия)
- Крест «За военные заслуги» 3-го класса с воинским отличием (Австро-Венгрия)
- Почётный крест Первой мировой войны 1914/1918 с мечами
- Памятная военная медаль (Венгрия) с мечами
- Медаль «За выслугу лет в вермахте» 4-го, 3-го, 2-го и 1-го класса (25 лет)
- Медаль «В память 13 марта 1938 года»
- Медаль «В память 1 октября 1938 года» с пряжкой «Пражский замок»
- Орден Меча, командорский крест (Швеция; 6 декабря 1938)
- Пряжка к Железному кресту (1939) 2-го класса (17 сентября 1939)
- Пряжка к Железному кресту (1939) 1-го класса (26 сентября 1939)
- Орден Креста Свободы 1-го класса с мечами (26 октября 1941) (Финляндия)
- Немецкий крест в золоте (19 июля 1942)
- Рыцарский крест Железного креста с дубовыми листьями
  - рыцарский крест (5 декабря 1943)
  - дубовые листья (№ 521) (4 июля 1944)
- Упоминание в Вермахтберихт (12 мая 1944)